# Antonia armeniaca
Antonia armeniaca är en tvåvingeart som beskrevs av Paramonov 1929. Antonia armeniaca ingår i släktet Antonia och familjen svävflugor. Inga underarter finns listade i Catalogue of Life.